# I Am Not a Human Being II
I Am Not a Human Being II é o décimo álbum de estúdio do rapper americano Lil' Wayne lançado em 26 de Março de 2013 pelas gravadoras Young Money, Cash Money e Republic Records. O nome do álbum foi expirado no I Am Not a Human Being do próprio cantor quando estava preso e lançou o álbum no dia do aniversário dele em 27 de Setembro de 2010.
O álbum garante nomes de peso nas participações especiais, com cantores conhecidos como Big Sean, 2 Chainz, Drake, Juicy J, Nicki Minaj, Soulja Boy e Future, e produtores como Streetrunner, Cool & Dre, Diplo, Juicy J, Mike WiLL Made It e T-Minus. Antes do lançamento do álbum foi lançado três singles "My Homies Still", "No Worries" e "Bitches Love Me".
I Am Not a Human Being II estreou em #2 no Billboard hot 200, e vendeu 2.000.000 de unidades no Estados Unidos.

## Contexto e desenvolvimento
Em janeiro de 2012, Birdman confirmou que a produção estava em andamento para a sequela de álbum de Lil Wayne estúdio oitava I Am Not a Human Being em 2010. Intitulado I Am Not a Human Being II. Wayne depois anunciou à MTV que já tinha completado o álbum, e colocar uma maior atenção no controle de qualidade do que seu antecessor, ele disse que "correu" para terminar o original antes de cumprir sua sentença de prisão por posse ilegal de arma.
O álbum irá conter algum material não utilizado de sessões de gravação anteriores para Tha Carter III e IV. Originalmente planejado para ser lançado queda de 2012 e posteriormente adiada até 19 de fevereiro de 2013, I Am Not a Human Being II foi finalmente lançado em 26 de março.
| Críticas profissionais | Críticas profissionais |
| Pontuações agregadas   | Pontuações agregadas   |
| Fonte                  | Avaliação              |
| ---------------------- | ---------------------- |
| Metacritic             | 59/100                 |
| Avaliações da crítica  |                        |
| Fonte                  | Avaliação              |
| Allmusic               | [ 5 ]                  |
| Entertainment Weekly   | B–                     |
| Exclaim!               | 4/10                   |
| The Guardian           | [ 8 ]                  |
| Los Angeles Times      | [ 9 ]                  |
| The New York Times     | Misto                  |
| Pitchfork Media        | 3.9/10                 |
| PopMatters             | 4/10                   |
| Rolling Stone          | [ 13 ]                 |
| Spin                   | 6/10                   |
| Sputnikmusic           | 2/5                    |
| USA Today              | [ 16 ]                 |

## Musicas
Esta lista de faixas foi confirmado por iTunes Store e Young Money.
| N.º            | Título                              | Compositor(es)                                                                       | Produtor(es)                                        | Duração |  |
| 1.             | "IANAHB"                            | Dwayne Carter, Jr., Eric Lewis, Jermaine Preyan, Bryan Williams                      | Elew                                                | 5:38    |  |
| 2.             | "Curtains" (feat. Boo)              | Carter, Noel Fisher, Sabrian Sledge, Rasool Diaz, Preyan, Williams                   | Detail, Rasool Diaz (co.)                           | 4:31    |  |
| 3.             | "Days and Days" (feat. 2 Chainz)    | Carter, Tauheed Epps, Andre Lyon, Marcello Valenzano, Barbara Ozen, Preyan, Williams | Cool & Dre                                          | 3:13    |  |
| 4.             | "Gunwalk" (feat. Gudda Gudda)       | Carter, Carl Lilly, Jordan Houston, M. Foster, Preyan, Williams                      | Juicy J, Crazy Mike                                 | 4:31    |  |
| 5.             | "No Worries" (feat. Detail)         | Carter, Noel Fisher, Diaz, Preyan, Williams                                          | Detail, Rasool Diaz (co.)                           | 3:41    |  |
| 6.             | "Back to You"                       | Carter, Fabio Marascuillo, Christian Stalnecker, Jamie Lidell                        | Fabio Marascuillo, Christian Davis Stalnecker (co.) | 5:29    |  |
| 7.             | "Trigger Finger" (feat. Soulja Boy) | Carter, DeAndre Way, Houston, Foster, Preyan, Williams                               | Juicy J, Crazy Mike                                 | 4:32    |  |
| 8.             | "Beat the Shit" (feat. Gunplay)     | Carter, Bigram Zayas, Matthew DelGiorno, Richard Morales                             | DVLP, Filthy (co.)                                  | 4:28    |  |
| 9.             | "Rich as Fuck" (feat. 2 Chainz)     | Carter, Tyler Williams, Tauheed Epps, Nikhil Seetharam                               | T-Minus, Nikhil S. (co.)                            | 3:43    |  |
| 10.            | "Trippy" (feat. Juicy J)            | Carter, Houston, Foster, Preyan, Williams                                            | Juicy J, Crazy Mike                                 | 4:23    |  |
| 11.            | "Love Me" (feat. Drake & Future)    | Carter, N. Wilburn, A. Graham, Michael Williams, A. Hogan                            | Mike WiLL Made It, A+ (co.)                         | 4:13    |  |
| 12.            | "Romance"                           | Carter, Fisher, Preyan, Willams                                                      | Detail                                              | 4:20    |  |
| 13.            | "God Bless Amerika"                 | Carter, Lyon, Valenzano, Preyan, Williams                                            | Cool & Dre                                          | 5:03    |  |
| 14.            | "Wowzers" (feat. Trina)             | Carter, DeAndre Way, Katrina Taylor                                                  | Soulja Boy                                          | 3:45    |  |
| 15.            | "Hello" (feat. Shane Heyl)          | Carter, Michael Cadahia, Shane Heyl                                                  | Michael Banger Cadahia                              | 4:02    |  |
| Duração total: | Duração total:                      | Duração total:                                                                       | Duração total:                                      | 1:05:32 |  |

Deluxe Edition
| Lista de faixas |                                               | |                                     |         |  |
| N.º             | Título                                        | Compositor(es)                                                                                      | Produtor(es)                        | Duração |  |
| 16.             | "Lay It Down" (feat. Nicki Minaj & Cory Gunz) | Carter, Onika Maraj, Peter Pankey, Jr., Ross Birchard, L.F. Peirre                                  | Hudson Mohawke, Lunice, Diplo (co.) | 4:05    |  |
| 17.             | "Hot Revolver" (feat. Dre)                    | Carter, Andre Lyon, Valenzano, Billie Joe Armstrong, Frank Edwin Wright III, Michael Ryan Pritchard | Cool & Dre                          | 3:20    |  |
| 18.             | "My Homies Still" (feat. Big Sean)            | Carter, Sean Anderson, Nicholas Warwar, Raymond Diaz, M. Aiello, A. Brown, J. Kelsie, G. Pache      | StreetRunner, Raymond Sarom Diaz    | 4:06    |  |
| Duração total:  | Duração total:                                | Duração total:                                                                                      | Duração total:                      | 1:17:03 |  |

Target Deluxe Edition
| Lista de faixas |                |                      |                |         |  |
| N.º             | Título         | Compositor(es)       | Produtor(es)   | Duração |  |
| 19.             | "Shit Stains"  | Carter, Lavell Crump | David Banner   | 4:17    |  |
| Duração total:  | Duração total: | Duração total:       | Duração total: | 1:21:20 |  |

## Paradas musicais
| Paradas (2013)                                    | Melhor posição |
| ------------------------------------------------- | -------------- |
| Canadá (Canadian Albums Chart)                    | 5              |
| Japão (Oricon)                                    | 5              |
| Reino Unido (UK Albums Chart)                     | 3              |
| Reino Unido (UK R&B Chart)                        | 2              |
| Estados Unidos (Billboard 200)                    | 2              |
| Estados Unidos (Billboard Top R&B/Hip-Hop Albums) | 2              |

## Histórico de lançamento
| Região | Data                | Formato              | Editora discográfica                      |
| ------ | ------------------- | -------------------- | ----------------------------------------- |
| Mundo  | 26 de Março de 2013 | CD, Digital Download | Young Money, Cash Money, Republic Records |